# Deutsche Fechtmeisterschaften 1970
Bei den Deutschen Fechtmeisterschaften 1970 wurden Einzel- und Mannschaftswettbewerbe in den Disziplinen Herrendegen, Herrensäbel und Herrenflorett ausgetragen. Bei den Damen wurde nur Florett gefochten. Die Meisterschaften wurden vom Deutschen Fechter-Bund organisiert.

## Herren

### Florett (Einzel)
| Platz | Sportler       | Verein                |
| ----- | -------------- | --------------------- |
| 1     | Harald Hein    | FC Tauberbischofsheim |
| 2     | Klaus Reichert | OFC Bonn              |
| 3     | Hans Prechtl   | TV Jahn Nürnberg      |

### Florett (Mannschaft)
| Platz | Verein                | Sportler |
| ----- | --------------------- | -------- |
| 1     | OFC Bonn              |          |
| 2     | FC Tauberbischofsheim |          |
| 3     | SC Rei Koblenz        |          |

### Degen (Einzel)
| Platz | Sportler      | Verein            |
| ----- | ------------- | ----------------- |
| 1     | Dieter Jung   | SC Würzburg       |
| 2     | Joachim Peter | TV 1860 Frankfurt |
| 3     | Max Geuter    | TV 1860 Frankfurt |

### Degen (Mannschaft)
| Platz | Verein                | Sportler                                                       |
| ----- | --------------------- | -------------------------------------------------------------- |
| 1     | FC Tauberbischofsheim | Armin Ködel Jürgen Hehn Harald Hein Reinhold Behr Roland Hauck |
| 2     | OFC Bonn              |                                                                |
| 3     | Heidenheimer SB       |                                                                |

### Säbel (Einzel)
| Platz | Sportler        | Verein              |
| ----- | --------------- | ------------------- |
| 1     | Paul Wischeidt  | TSV Bayer Dormagen  |
| 2     | Volker Duschner | SC Rei Koblenz      |
| 3     | Rainer Hartmann | Hermannia Frankfurt |

### Säbel (Mannschaft)
| Platz | Verein             | Sportler |
| ----- | ------------------ | -------- |
| 1     | OFC Bonn           |          |
| 2     | TSV Bayer Dormagen |          |
| 3     | SC Rei Koblenz     |          |

## Damen

### Florett (Einzel)
| Platz | Sportler       | Verein         |
| ----- | -------------- | -------------- |
| 1     | Irmela Eggert  | Kölner FK      |
| 2     | Monika Pulch   | SC Rei Koblenz |
| 3     | Erika Bethmann | ETV Hamburg    |

### Florett (Mannschaft)
| Platz | Verein                | Sportler |
| ----- | --------------------- | -------- |
| 1     | Kölner FK             |          |
| 2     | FC Tauberbischofsheim |          |
| 3     | OFC Bonn              |          |